# Rückendruck-Armzug-Methode

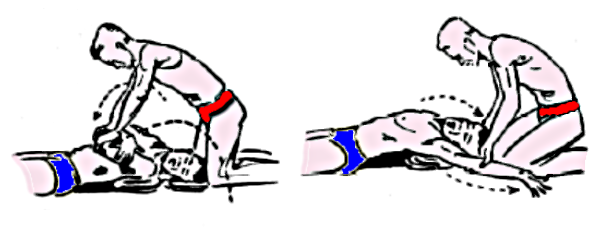
Wiederbelebung nach Silvester

Die Rückendruck-Armzug-Methode ist eine historische Beatmungstechnik. Durch intermittierendes Drücken auf dem Thorax (Ausatmung) und anschließende Armbewegung (Einatmung) sollte eine ausreichende Lungenbelüftung sichergestellt werden. Die Grundidee der Methode geht dabei auf Holger Nielsen zurück. Varianten wurden unter verschiedenen Bezeichnungen schon ab dem 19. Jahrhundert entwickelt, etwa die Methode nach Silvester.
Eine bildliche Darstellung von zwei Varianten findet sich in „Elektroschutz in 132 Bildern“ aus dem Jahr 1931 von Stefan Jellinek. Sie hielten sich bis ins 20. Jahrhundert, etwa in Dienstanweisungen der Volkspolizei der DDR.
Im Methodenspektrum des heutigen Atemwegsmanagements hat diese Technik keinen Stellenwert mehr.